# 薄左鮃
薄左鮃（学名：Laeops gracilis）為輻鰭魚綱鰈形目鰈亞目鮃科的其中一種，為深海魚類，分布於中西太平洋菲律賓海域，棲息深度197-216公尺，體長可達16.5公分，棲息在底層水域，以底棲生物為食，生活習性不明。
其种加词来源于拉丁文“gracilis”，意为“纤细的”。